# انریکه گومس
انریکه گومس (اسپانیایی: Enrique Gómez‎؛ ۱۹۱۹ – ۱۹۵۵) کارگردان فیلم و فیلم‌نامه‌نویس اهل اسپانیا بود.

از فیلم‌ها یا مجموعه‌های تلویزیونی که وی در آن‌ها نقش داشته است، می‌توان به میهمانی ادامه دارد اشاره نمود.